# SS501
SS501（： Deo beul e seu o gong il），為韓國男子團體。由金賢重、許永生、金奎鐘、朴政珉、金亨俊五人組成。於2005年出道，在韓國和日本皆有不錯的成績。隊名的第一個S是指「向未來的」、Sun、Super、Star等英文單字，第二個S是指歌手（Singer），501則代表「五位成員永遠一體」，全意是「五位一體共同成為巨星」。官方歌迷俱樂部名稱為「Triple S」（SSS），簡稱為TS，前2個S的意思和SS501一樣，而第三個S表示支持（Support），又SS501也稱呼歌迷們為「豌豆公主」，因從高處望下來一個個薄荷綠色的氣球像豌豆。官方應援色為薄荷綠。2016年1月，SS501成員許永生、金奎鐘、金亨俊預告將以3人團體Double S 301進行活動。

## 發展歷史

### 出道前
2005年3月7日，Mnet-KMTV新人發掘計畫節目「M!pick」首播，SS501首次出現於大眾眼前。成員分別為漢陽工業高中的學生金賢重因偶然地被公司經理遇見提拔加入組合；畢業於現代高中的許永生是在其他四位成員選定後透過熟人介紹再經過試鏡後加入；畢業於全羅道師大附中的金奎鐘是在DSP經由正式的面試合格後為第三位加入的成員；就學於檀國大學附屬高中期間擔任學生自治會會長及出演過VJ、拍攝過雜誌廣告的朴政珉則是組合中第二位通過試鏡合格加入；檀國大學附屬高中的學生同時也是組合中最年輕的金亨俊則是第一個經由面試合格進入組合的成員。五位成員全都擁有180CM以上的身高與聰明的外貌，節目播出後隨即引起了青少年們的關注。並於6月8日通過KMTV和Mnet舉辦的「SHOW！MUSIC TANK」節目宣佈正式出道，現場演唱主打歌曲「警告」。

### 出道
2005年6月23日首張韓文同名單曲「SS501」發行，8月5日SS501開始後續曲〈Never Again〉宣傳活動。9月4日於首爾奧林匹克公園奧林匹克大廳舉辦首次歌迷見面會，約一萬名歌迷參與，於9月15日出道100日當天首次以後續曲〈Never Again〉奪得Mnet-KmTV 「M! Countdown」排名第一位。
隊長金賢重於11月7月起演出首齣戲劇KBS情境劇《愛情能再觸電嗎?》飾演威廉一角，過程中獻出螢幕初吻，後因劇情需要加入另名成員朴政珉。11月27日參與首爾奧林匹克公園體操賽場舉行的《2005 MNET KM音樂錄像節》並獲得〈最佳新人〉的獎項。
同年12月2日第二張韓文單曲「2nd SS501」MV公開，主打歌曲〈Snow Prince〉，12月5日發行線上音源。12月18日於奧林匹克公園體操競技場成立第一期歌迷會「Triple S」，前輩李孝利獲邀擔任嘉賓。12月23日宣布以三億韓圜接下品牌「Mighty mac」為期六個月的代言。組合專屬節目強力推薦星期六系列《謝謝你叫醒我》於12月24日MBC頻道開播。12月29日參與漢城登村洞88體育館舉行的《SBS歌謠大戰》，亦獲得〈男子新人獎〉的獎座。

### 2006年
自邁入2006年起SS501即多次被媒體以《花美男團體》作為其代稱；1月5日以〈Snow Prince〉獲得Mnet-KmTV「M! Countdown」歌曲排名第一位。隊長金賢重於1月13日宣佈在18日KBS情境劇《愛情能再觸電嗎?》的播出後不再繼續演出。1月14日五位成員與美國知名男子團體〔新好男孩〕一同於首爾廣壯洞W酒店接受長達30分鐘的媒體採訪。經紀公司DSP娛樂1月17日宣布於3月中旬（12日至19日）舉行國內巡迴演唱會，演出的城市有昌原、水原、仁川、釜山、大邱、大田、光州等地，並於首爾奧林匹克公園體操體育場展開首場演出。1月19日SS501的專屬節目「SS501-跟蹤者」於Mnet-KmTV開播。1月23日在首爾永登浦某服飾品牌總公司的倉庫內進行「Mighty mac」服飾廣告拍攝。
第二張單曲後續曲〈Fighter〉於2月2日開始宣傳活動。2月17日宣布成為樂天世界新款冰淇淋的廣告模特，23日媒體報導這是SS501自出道接下首支「elite」校園服飾兩億五千萬為期六個月的代言，流行品牌「MIGHTY MAC」以及金賢重手機品牌三星Anycall個人代言後第四個代言的項目。原於2月27日在水原市八達區仁溪洞修練Homeplus舉行校服簽名會，因現場秩序失控導致被迫取消。之後因成員許永生喉部腫瘤需開刀治療與隊長金賢重接受角膜切割激光矯視手術而將原定於3月12日展開的首場國內巡迴演唱會延後。
在2005年播出後引起話題的Mnet-KMTV新人發掘計畫節目「M!pick」從4月3日起重播。4月15日參加音樂頻道Mnet於日本武道館舉行的日本開國紀念演唱會，翌日於東京麗嘉皇家酒店舉行首場日本小型歌迷見面派對。
從5月1日起許永生與朴政珉共同主持電台SBS Power FM「SS501的Youngs Street」，同日金亨俊獨立主持的直播節目Mnet「直播Hello Chet」開播。5月7日金賢重、金奎鐘、金亨俊參加在首爾上岩洞世界杯競技場前露天廣場舉行的2006年德國世界杯Ḏ- 30應援秀。金奎鐘個人參與的Hiphop電視劇「BREAK」從5月11日起於有線音樂頻道Mnet首播，劇中飾演一名韓國B-boy。
5月20日參加美國洛杉磯舉行的韓國音樂節。6月1宣布於9月16、17日在日本大阪Grand Cube舉行單獨演唱會。6月13、14日皆在江南錄音棚為為韓美合作動畫片〈海底大冒險〉配音，金亨俊為要角，上映日期7月6日。
為宣傳日本「1st concert Step up演唱會」於6月30日至7月2日止前往日本宣傳，門票開賣3小時就銷售一空，並加開東京場。「elite」校園服飾於7月4日宣佈與SS501續約。7月22日於首爾奧林匹克公園體操體育場舉行首次韓國巡迴演唱會，並依原定計畫結束首爾場後分別在其餘五個城市持續演出，6月15日開放首爾場次網路訂票當日湧入的訂票人數使得在開賣後兩分鐘就導致伺服器當機。9月16日於日本大阪Grand Cube舉行單獨演唱會前記者會宣布將在2007年1月進行日本全國巡迴演唱會。
隊長金賢重於9月25日在首爾清潭洞某處拍攝日本化妝品“tonymoly”廣告成為該品牌代言人躍升亞洲明星。9月29日DSP娛樂宣布與在泰國管理韓國事務的企業KTCC簽訂SS501在泰音樂發行及相關活動的專屬契約，SS501正式進入泰國市場。10月1日韓國Sports chosun媒體公布以「韓國最棒的團體是誰?」為標題進行24日的票選，SS501得到55000人支持，共8.6萬受訪者中，以64.1％的得票率獲得第一位。
11月1日SS501於音樂頻道Mnet的專屬節目「SOS」開播，09日於Mnet音樂節目「直播 M! Countdown」中以歌曲〈4chance〉進行首場回歸舞台，正規1輯「Volume 1 - S.T 01 Now」翌日發行。11月13日五位成員共同擔任造型大師安德烈金Fashion Show模特兒；隊長金賢重另與趙惠蓮搭檔走秀，18日起金賢重亦與朱玟奎共同主持MBC音樂節目「Show! 音樂中心」。11月25日參加於首爾奧林匹克競技場舉行的「2006 MNET KM音樂節」，並獲得音樂錄影帶獎、最佳舞蹈部門獎的獎項。11月27日成員朴政珉首錄MBC綜藝節目「!驚嘆號」後正式成為節目主持；亦於12月9日起接下KBS節目「危機逃出No.1.」主持棒。12月15日SS501開始後續曲〈膽小鬼〉宣傳活動。12月27日在首爾三成洞COEX大西洋廳舉行正規1輯發行紀念演唱會。

### 2007年
1月7日在SBS音樂節目《人氣歌謠》以〈4 Chance〉獲得Mutizen Song一位；其後1月18日Mnet音樂節目《M! Countdown》亦獲得一位；1月28日在出道600日當天再度獲得SBS音樂節目《人氣歌謠》一位，又2月4日連續兩週獲得一位。1月13、14日於東京國際論壇大樓A館舉行正規一輯銷售紀念演唱會，於此日本產經體育報評論成員們為「全員身高均在180CM以上的花美男」。
初次參與的韓國電視劇「外科醫生奉达熙」電視原聲帶於2月12日發行，演唱〈無法抹去的愛情〉和〈小時候的記憶〉兩曲。3月23日開始預購SBSi與DSP ENT合作的「The 1st Story of SS501」3DVD集結了SS501出道至今的多種演出片段，收錄內容長達7小時，包括2006年12月舉行的正規1輯發售紀念演唱會、首次演出SBS音樂節目《人氣歌謠》的片段、訪問等，預購開始至結束均在韓國線上網路Interpark、Yes24、教保文庫等的預購排名獲得一位，直至發行(4月19日)前仍保持在一位的位置；25日『Triple S Japan』日本歌迷會創團式於日本東京Shibuya-Ax舉行；31日隊長金賢重因組合將前往日本發展而結束為期4個月的MBC音樂節目《Show! 音樂中心》主持，成員朴政珉、金奎鐘結束電台SBS Power FM「SS501的Youngs Street」的DJ主持；組合亦於3月29日結束Mnet音樂節目《M! Countdown》韓國國內最終的宣傳行程後從4月開始到9月長期停留日本，並與波麗佳音簽訂專屬合約準備在日本出道。
4月8日首度訪泰，在新聞發布會現場超過200名記者爭相採訪，泰國主要的7頻道及報章雜誌等均大篇幅報導，另FANS們更包下嘟嘟車一路追隨貴為奇觀；11日於芭堤雅，曼谷等泰國的主要旅遊景點拍攝首本全員寫真冊「SS501, Summer holiday」，6月由Asti Entertainment出版社同時在韓國內和泰國、中國等地發行。
5月31日全體客串日本版「情定大飯店」第七集的演出。7月13日登上NHK綜合頻道音樂節目《MUSIC JAPAN》，節目中宣布8月1日發行日本出道單曲〈Kokoro〉，並作為日本東京人氣動畫片「藍龍」的片尾曲；16日日本專屬節目Ment Japan「SS501 The Mission」開播。8月1日〈Kokoro〉初回限定盤進入Oricon公信榜單日第五，通常盤進入第十九，周排名則為第十名，同時印有成員圖像的巨型宣傳車於原宿，六本木，新宿，澀谷，東京市中心等進行為期一周的行駛；05日於橫濱地標大廈舉行日本單曲紀念Showcase；26日在首爾華克山莊舉行「SS501, Summer holiday」寫真集發售紀念握手會。9月19日第二張日文單曲〈Distance～和你的距離〉發行進入Oricon公信榜單日第五；20日排名上升至第三，為韓國藝人在第二天銷售量是上升的第一人，並於同日在富士電視台音樂節目《Hey Hey Hey》進行首場舞台，同時日本巡迴演唱會「Special Event Tour ‘Heart to Heart’」於札幌、名古屋站、大阪、福岡、東京五城市熱烈演出。10月24日首張日文專輯〈SS501〉發行進入Oricon公信榜單日第十四，隔日於東京三麗鷗彩虹樂園舉行專輯發行紀念活動。
11月5日日本專屬節目GyaO MidTownTV《月刊SS501》連續4周放送；25日結束長達半年在日本的活動返韓參加於弘益大學Club Catchlight舉行的「UFO Town with SS501 Party」，演出中透露即將於明年2月發行新輯，並在韓啟動全面性的宣傳活動；30日參與澀谷C.C.Lemon Hall舉行的「韓日POP FESTIVAL 2007」。

### 2008年
2008年1月24日參加日本動畫福音戰士新劇場版•序電影首映會，同時擔任宣傳大使。2月2日首次訪問中國，為17日在上海舉行的演唱會進行宣傳；16日在演唱會前先於上海新天地UME電影院舉辦粉絲見面會，包括中國，日本，韓國等國家的粉絲超過500人參與；17日首場中國演唱會於上海大舞台展開，2月20日隊長金賢重與代言品牌「TonyMoly」續約。
3月4日獲日本唱片協會所主辦的日本金唱片賞「最佳十大新人賞」的殊榮。3月11日第三張韓文單曲專輯「Deja vu」發行，4月5日在教保文庫木洞店舉行發行紀念握手會；20日在SBS人氣歌謠以歌曲《Deja vu》獲Mutizen Song一位。5月2日在KBS《Music Bank》開始後續曲〈呼喚你的歌〉宣傳活動；5月11日金賢重參演「我們結婚了」與皇甫惠貞飾演假象的年上年下生菜夫婦，為此金賢重以獨特的個人風格在韓人氣急升；23日朴政珉客串出演MBC情境劇《大象》，扮演一名失意男子；30日全員抵達泰國曼谷接受泰國最大的報社Thairath Newspaper的單獨訪問。6月7日參加蠶室競技場舉行的韓國2008 Dream Concert；同日出演MBC《Music Core》末場舞台結束「Deja vu」宣傳活動；18日日本第三張單曲「Lucky Days」發行，發行首周即登上日本Oricon公信榜第二的位置，7月11日於NHK音樂節目「Music Japan」演唱〈Lucky Days〉展開日本宣傳行程，並於12至13日東京JCB Hall；16~17日在大阪Namba Hatch舉行《2008 Japan Tour Grateful Days Thanks for》演唱會。
7月24日第一張韓文迷你專輯「FIND」發行；29日本於日本活動的SS501返回韓國國內展開十天短暫的宣傳活動，並在8月2日MBC《Show! 音樂中心》進行首場回歸舞台。9月16日金賢重因服用過量安眠藥導致身體不適，自行前往首爾三星醫院治療，同日錄製我們結婚了的行程也因此延後。10月2日金賢重確定出演韓版花樣男子飾演男配角 尹智厚一角。11月15日SS501時隔三年在首爾蠶室奧林匹克擊劍館內召開第二次大規模的歌迷見面會SS501 Showcase with Triples。11月由於隊長金賢重和朴政珉分別需要拍攝花樣男子及演出音樂劇Grease，因此許永生､金亨俊和金奎鐘組成子團『Triple S』活動及於11月21日發行首張迷你專輯《U R Man》，而該專輯堪稱是SS501自出道到2008年以來銷售最佳的音樂作品。12月31日全員到齊出席日山MBC夢想中心舉行的2008 MBC歌謠大戰表演「Deja Vu」與五人版本的「U R Man」。

### 2009年
2009年與臺灣華納唱片公司簽署亞洲區唱片協議。6月28日在台灣台北國際會議中心 (TICC，TAIPEI INTERNATIONAL CONVENTION CENTER)舉行粉絲見面會，與3000多名粉絲共度；27日到達台灣，當天在機場有1200多名粉絲前來接機；29日下午2時，在臺灣舉行記者會現場雲集200餘家媒體，足見SS501所受關注之高。通過臺灣華納唱片首次在華語樂壇發行的專輯《超級精選》和《獨唱首選》在預售當日便獲得金唱片殊榮。金唱片獎是專輯銷量達到7000張以上時所頒發的獎項。7月1日在香港九龍灣國際展貿中心(HITEC)舉行首次香港歌迷見面會。現場不僅有香港粉絲，還有來自韓國、臺灣、日本、馬來西亞、新加坡等地約2000多名的粉絲；7月13日被任命為韓國航空公司的宣傳大使。當天全員出席在首爾金浦國際機場舉行的韓國機場公司形象宣傳大使任命儀式。8月1日“SS501 1st ASIA Tour Concert in Seoul”在首爾奧林匹克公園體操競技場舉行，而從這次首爾演出開始到2012年上半年除日本外，另在泰國、香港、台灣、中國、馬來西亞、新加坡等地舉行亞洲巡迴，此外於10月17日成為繼東方神起後第二支登上台灣台北小巨蛋舉辦售票演唱會的韓國團體，並在當日上演的“1st Asia Tour PERSONA Taipei”演唱會火爆異常地吸引了1.2萬人次觀眾，這是在9月患上甲型H1N1流感的金賢重康復後的首站演出，因此備受外界的關注，特別當天演唱會收入的一部分將捐助給該年8月遭受颱風襲擊的當地民眾，並於前日在台灣西華飯店舉行最新專輯「REBIRTH 為愛重生」暨台北PERSONA演唱會慶功記者會, 為在台灣發行的5款專輯, 銷售量突破五白金, 記者會上華納大中華區總裁陳澤杉頒發巨型五白金唱片。10月12日公開迷你專輯《REBIRTH》封面照。本次專輯由普通版和特別版組成，20日先推出收錄有日誌、畫報集和海報的特別版，22日再發售普通版，音源公開後不久就迅速奪得了音樂排行榜冠軍。在上海虹口足球場演出巡迴演唱會期間，他們的迷你專輯《REBIRTH》的主打歌《LOVE LIKE THIS》於13日登上KBS音樂節目《MUSIC BANK》K-排行榜首位。就此，在節目直播中，他們通過電話連線簡短表達榮登榜首的感想，更於10月30日發售的台灣版專輯《REBIRTH》，包括台灣在內的華語圈最大的網路唱片賣場books.com上連續4周穩坐銷量冠軍寶座。另外，在台灣G-Music和Five Music的亞洲排行榜上也連續2周高居榜首。尤其是針對所有在台灣發售的各國唱片的G-Music綜合排行榜上也名列第7，表現出爆棚的實力。11月14日在香港會展中心舉行的“2009雅虎奇摩搜尋人氣大獎”頒獎典禮上，榮獲“亞洲最佳組合獎（Asia Top Buzz Group）”，此外，金賢重除了獲得亞洲最佳男明星獎之外，還獲得了臺灣線民評選的最佳韓國明星獎(Top Buzz KR Artist)和韓國線民評選的最佳男明星獎(Top Buzz KR Artist) ，三項大獎使其成為名副其實的亞洲明星。

### 2010年
2010年5月24日下午5時01分通過各大音樂門戶網站公開新專輯主打歌《Love Ya》預告片及音源，在哥特式的黑暗氛圍和渾厚的管弦樂聲中，SS501帶著剛柔相濟、張弛有度的舞姿登場。以黑色作為主色調的全新形象再度由音樂製作人Steven Lee與SS501攜手打造而成，將管弦樂的旋律和SS501所獨具的特色完美融合，新輯《DESTINATION》於5月28日正式發售。

6月與DSP Media合約到期後各自簽約新經紀公司：金賢重所屬KEYEAST，朴政珉所屬CNR Media，金亨俊所屬S-Plus Entertainment，許永生及金奎鐘同屬B2M Entertainment。雖各自分屬不同經紀公司，但所屬之經紀公司均聲明未限制其組合活動，故SS501現今狀態為單飛不解散。此外，隊長金賢重亦透過媒體澄清解散傳聞並說明原由：
|  | 我們的成員皆分屬不同公司，許多人都在想我們是否會解散。但我們之所以願意跟不同公司簽約，是因為之前我們已互相確認，我們將繼續以SS501的名義團體活動。而在當時合約到期時，沒有任何一家公司願意同時跟我們5個人簽約。 |

並於發行個人首張迷你專輯時通過節目再次澄清SS501解散傳聞：
|  | 我們已經把所有SS501這個團體能做的事情都做了,不是嗎?我並不想解散SS501，但我想如果我們能各自追求自己的事業道路應該會不錯。在與隊員們討論之後，我們就各自根據自己的意願開始追求自己的道路。 |

而成員許永生也在發行個人第二張迷你專輯時接受訪問透露未來組合將合體的時間點：
|  | 我們被神話的合體刺激到了。我在看著前輩們回歸後的一個訪談節目時，突然收到了其他成員的簡訊：「你有在看這個嗎？」，那時候我發現我們真的是一體的。我想我們曾經錯過了一次合體的機會，因為要兼顧到我們五個的行程真的很困難。我想下一個完美的時間應該會是我們全都退伍的時候。 |

#### 成員個別活動
請參考成員個別頁面
2011年始成員展開個別活動，依序1月朴政珉；3月金亨俊；5月許永生；6月金賢重；9月金奎鐘皆陸續發行個人迷你專輯，其中金賢重在11月10日，韓國Hanteo網站公佈2011年“Hanteo Awards”排行榜中以兩張個人專輯20萬835張的銷量成為了Solo歌手中的第一名，總排行榜第三名的優異成績。朴政珉亦進軍台灣戲劇圈拍攝個人首部主演之偶像劇「翻糖花園」，許永生、金奎鐘、金亨俊皆分別演出音樂劇擔任要角。
2012年五位成員不僅持續耕耘歌手事業更兼任演員職務，均在電視劇中擔任主要角色累積自身更豐沛的演藝經歷。

4月爆發朴政珉與所屬經紀公司CNR Media的合約糾紛，期間因合約限制未能於韓國演藝圈露面；

6月於金奎鐘在韓國舉行的『Thank U♡ThanKYU with TripleS』見面會上與成員金賢重、許永生、朴政珉（因合約官司未能上台）、金亨俊繼2010年6月牛頓音樂會後長達721日再度合體；

7月韓國中央地方法院第50民事部對韓國男團SS501成員朴政珉提出停止與CNR Media公司簽訂的專屬合約效力的申請，判決朴政珉勝訴後，轉簽約Yamaha A & R。

7月金奎鐘進入陸軍第35鄉土步兵師訓練所進行為期四周的軍事訓練，之後正式以公益勤務要員服役，成為第一位入伍的成員。

7月4日金賢重發行的日本第二張單曲「HEAT」在9月10日付Oricon單曲周榜上，即2012年發售的K-POP單曲中，無論是SOLO歌手還是組合歌手中，都是首張破20萬張的單曲。並在7月16日付Oricon單曲周榜上初次登場即獲一位，是海外SOLO歌手史上第五人，及8月10日日本唱片協會發表的七月份single/專輯名單中獲得金唱片獎，奠定其在2012年在日本音樂界的位置。

9月5日始朴政珉以「ROMEO企劃」在日發行系列音樂作品，成員許永生亦於9月19日進軍日本市場發行首張個人正規日語專輯。

11月14日朴政珉更以製作人身分發行第二張個人韓語單曲《Beautiful》，此張專輯的整體概念，以及歌曲的選定錄音等都由本人親自參與策劃，此外他也擔任MV與專輯封面的視覺設計。

2012年年底，成員金亨俊更跨足大銀幕參演由導演申延植執導、威尼斯影展金獅獎作品《聖殤》的導演金基德繼《豐山犬》後再次擔任製作人的原創電影《演員就是演員》。另隊長金賢重在12月12日發行的首張日文正規專輯「UNLIMITED」當日即登上公信榜冠軍寶座，銷售量達56,473張，刷新韓國明星在日銷售紀錄，該專輯亦榮獲日本唱片協會2012年12月份專輯銷售金唱片獎。
2013年組合成員豐收演藝成果相皆舉行演唱會回饋各自的支持群眾，從1月6日開始隊長金賢重展開第二次的日本巡迴演唱會「Kim Hyun Joong Japan Tour 2013 〈UNLIMITED〉」，有別於2011年首次舉辦的日本巡迴演唱會，此次不僅增加演唱會站次更將演唱會日程拉長為三個月。成員金亨俊則是在3月9日韓國首爾奧林匹克公園 WOORI Art Hall舉行首場售票演唱會「Kim Hyung Jun 〈The First〉」。而成員朴政珉則於3月19日到23日連續四日以「朴政珉/Romeo」的雙重身分在日本舉行特殊的「Zepp presents Park Jung Min/ROMEO theatrical tour 2013」演唱會。

另許永生則首發推出以‘忘記以前的許永生’為概念的第三張個人迷你專輯「LIFE」，4月進軍日本與Super Junior晟敏、FT Island承炫、超新星金成帝、U-KissKevin一同出演名為《Summer Snow》的音樂劇，飾演暗戀女主角，並為她治病的年輕醫生-橘青兒，此劇改編自日本知名藝人堂本剛和廣末涼子所主演的電視劇，於14日大阪首演至19日共五場；東京5月27日至6月16日共三十四場。

## 成員
| 姓名   | 姓名   | 姓名            | 姓名               | 出生日期                       | 擔當   | Double S 301 |
| 漢字   | 韓文   | 羅馬拼音        | 日文               | 出生日期                       | 擔當   | Double S 301 |
| 金賢重 | 김현중 | Kim Hyun-Joong  | キム・ヒョンジュン | 1986年6月6日 · 首爾特別市      | 隊長   |              |
| 許永生 | 허영생 | Heo Young-Saeng | ホ・ヨンセン       | 1986年11月3日 · 京畿道廣州市   | 主唱   |              |
| 金奎鐘 | 김규종 | Kim Kyu-Jong    | キム・キュジョン   | 1987年2月24日 · 全羅北道全州市 | 副主唱 |              |
| 朴政珉 | 박정민 | Park Jung-Min   | パク・ジョンミン   | 1987年4月3日 · 首爾特別市      | 副主唱 |              |
| 金亨俊 | 김형준 | Kim Hyung-Jun   | キム・ヒョンジュン | 1987年8月3日 · 首爾特別市      | 副主唱 |              |

## 音樂錄影帶 (MV)
| 韓國 - Break Down - Please - Kiss Kiss - Lucky Guy - Marry Me - Marry You - Unbreakable - Your Story - Beauty Beauty - Take My Hand - Wait For Me - 사계 (四季) - WHY - 포장마차에서 (在布帳馬車) - A Bell of Blessing | 日本 - Kiss Kiss (Japanese Version) - Lucky Guy (Japanese Version) - Break Down (Japanese Version) - Heat - Let's Party - Your Story - Save Today |

| 韓國 - Let It Go - Rainy Heart - Crying - 작업의정석 (誘惑的藝術) - 몸이 약한 아이 (身體虛弱的孩子) - 지구가 멸망해도 (即使會地球滅亡) - After The Rain - 너라서 (因為是你) - Moment - 사랑받고싶었어 (我想被愛) - 조금만 사랑했다면... (如果我們曾經相愛過...) - 소파 (小波) | 日本 - 1.2.3 |

| 韓國 - Yesterday - Yesterday (Dance Version) - My Precious One - 소중한 사람 (珍貴的人) - 안녕, 봄 - HUG ME - 녹는 중 (融化中) - 그냥 사랑 노래 (只是普通的情歌) - 가을밤 (秋夜) - OK야 (It's OK) - 13월의 겨울 (13月的冬天) - 그리움 스케치 (渴望之情) - 니 목소리가 듣고싶어 (想念你的聲音) - Call My Name - 색연필 (色鉛筆) - 이별도 사랑일까 (離別也是種愛嗎) | 日本 - HUG ME (Japanese Ver.) |

| 韓國 - Not Alone - 눈물이 흐를 만큼 (幸福眼淚) - 가라 가라 (走吧) - Beautiful - 바람이 불어온다 (起風了) - X T C - Tonight`s The Night - Summer Break - Winter Love - 찰떡궁합 (天作之合) | 日本 - 涙、流れるほど - Kimiiro - Give Me Your Heart - Tonight's the Night |

| 韓國 - oH! aH! - Girl - Sorry I'm Sorry - 달콤 Everyday (Sweet Everyday) - 나쁜 남자라서 (Drama Version) - Just Let It Go (Drama Version) - 우리 둘이 (我們倆人) - 기대 (期待) - AM to PM 7-5-11-3 - SNAP SHOT (스냅샷) - Get To You | 日本 - oH! aH! (Japanese Ver.) - 眠れない夜 (Long Night) - Better - Be With You - Catch The Wave |

## 廣告代言
| - Elite Basic服裝代言（2005年-2006年） - MAC服裝品牌（2005年） - 三星手機廣告（搭檔女星文瑾瑩）（2006年） - 慶方服飾廣告（2006年） - 樂天冰品廣告（2006年） - Elite Basic服裝代言（2006年） - Tony Moly保養品代言 （金賢重，2006年-2010年） - MVIO品牌代言（金賢重，2006年-2010年) - 韓國Pizza Hut 宣傳double barbecue pizza（2008年） - 男性品牌 “T.I FOR MEN”（金賢重，2008年） - Converse廣告模特兒（金賢重，2008年） - 安城拉麵廣告（金賢重，2008年） | - 法國品牌le coq sportif代言（2009年） - 代言三星AnyCall手機代言（金賢重，2009年） - 代言HOTSUN炸雞代言（金賢重，2009年） - 代言DK汽水代言（金賢重，2009年） - 代言三星信用卡代言（金賢重，2010年） - 代言Basic House服飾品牌代言（金賢重，2010年） - 代言The Face Shop保養品代言（金賢重，2010年） - 代言hangten 服装代言（金賢重，2011年） - 代言韓國 化妝保養品牌JN Cosmetics （朴政珉，2011年） - 代言韓國網站 Coupang（金賢重，2011年） - 代言韓國 樂天免稅店（金賢重，2011年） - 代言日本 AEON機能性內衣“topvalu HEATFACT 2011”（金賢重，2011年） |

## 電視劇/音樂劇
| - 韓國 情景劇《Nonstop5》第208集「前生」（金賢重 客串） - 韓國 情景劇《愛情能再觸電嗎?》（金賢重 飾演 William H.J、朴政珉 客串） - 日本 電視劇《情定大飯店》第7集 飾演到日本表演的團體 - 韓國 電視劇《코끼리/Elephant》EP.85（朴政珉） - 韓國 電視劇《聚光燈》第1集 客串 - 韓國 電視劇《花樣男子》（金賢重 飾演 尹智厚） - 韓國 電視劇《花樣男子》第4集 （許永生、金亨俊、金圭鐘 客串） - 韓國 音樂劇《Grease》（朴政珉 飾演 Danny） - 韓國 網絡劇《SETI》（金圭鐘 飾演 浩石） - 韓國 情景劇《2010人生劇場》（朴政珉 主演） - 韓國 電視劇《惡作劇之吻》（金賢重 飾演 白勝祖） - SUPERSTAR迷你劇 EP.4《BLACK CITY》（金亨俊） - SUPERSTAR迷你劇 EP.6《Never Ending Love》（金奎鐘） | - SUPERSTAR迷你劇 EP.8《MEET》（朴政珉） - 日本 音樂劇《絆 —少年よ大紙を抱け—》（朴政珉） - 日本流動劇場LISMO《八月戀歌》（朴政珉） - 韓國 音樂劇《Cafe-In》（金亨俊） - 日本 音樂劇《宮》（金奎鐘） - 日本 手機劇《八月のラヴソング》（朴政珉） - 台灣 偶像劇《翻糖花園》(朴政珉 飾演 朴希煥) - 韓國 音樂劇《三劍客》（許永生） - 韓國 電視劇《閃亮的她》（金亨俊 飾演 姜珉） - 韓國 電視劇《拯救高奉實歐巴桑 (고봉실 아줌마 구하기) 》（金奎鐘 飾演 Nicky） - 韓國 電視劇《需要仙女》（許永生 飾演 許永生） - 韓國 電視劇《愛你》（金亨俊 飾演 鄭民采） - 韓國 電視劇《都市征伐》（金賢重 飾演 白米爾） |

## 綜藝演出
| 全體 - 2005年 Mnet 《M! Countdown》 MC - 2005年 KM 《SS501 M!PICK 1~66集》 - 2005年 MBC 《謝謝你叫醒我》 - 2006年 MBC 《少年探索生活》 - 2006年 MBC 《謝謝你養育我》 - 2006年 Mnet 《SS501 追蹤者》 - 2006年 KM 《日本三天二夜全記錄 1~11集》 - 2006年 Mnet 《SS501的 日本 粉絲見面會 1~5集》 - 2006年 Mnet 《美國 占領記 1~30集》 - 2006年 Mnet 《SS501日本大阪行全記錄 1~28集》 - 2006年 Mnet 《LA旅行記 1~6集》 - 2006年 Mnet 《SS501 SOS》 - 2007年 MBSTV 《月刊SS501》 - 2007年 KM 《IDOL WORLD》 - 2007年 KBS 《BIG MAMA》 - 2009年 Mnet 《SS501 浪漫天空》 - 2009年 TBS 《SS501 美國佔領記 - SS501 in USA》 | 個人固定/主持 - 2006年 Mnet 《Hello Chat》 - 金亨俊 - 2006年 MBC 《！驚嘆號》 - 朴政珉 - 2006年 KBS 《危機逃出No.1.》 - 朴政珉 - 2007年 MBC 《Show! 音樂中心 》 - 金賢重 - 2007年 日本富士電視 《刺激之夜，帥男聯合國》 - 朴政珉 - 2008年 Mnet 《ALBRARY Ch27.》 - 金亨俊 - 2008年 MBC 《我們結婚了》 - 金賢重 - 2008年 Olive 《Shopping King》 - 金奎鍾 - 2009年 MBC every1 《食神遠征隊》 - 金奎鍾， 金亨俊 - 2009年 MTV 《The M》 - 金亨俊 - 2010年 MBC 《金亨俊 成為星際職業選手》 - 金亨俊 - 2010年 MBC 《星期天夜晚 - 獵人》 - 金賢重 - 2010年 SBS 《至親筆記》 - 朴政珉 - 2010年 MBC every1 《深夜的Idol》 - 金亨俊 - 2011年 MBC 《金亨俊 成為職業玩家 第二季》 - 金亨俊 - 2011年 Mnet 《WIDE 娛樂新聞》 - 金亨俊 - 2012年 KBS 《不朽的名曲 2》 - 許永生 - 2012年 Y-STAR 《食神之路》-金奎鐘 - 2013年 MBC 《Star Audition-偉大的誕生 3》 - 許永生(現場指導) - 2013年 SBS《赤腳的朋友們》 - 金賢重 |

## 電台主持
- 2006年 - 2007年 SBS 《SS501的Young Street》
- 2009年 - 2014年 SBS 《Music High》 - 金亨俊

## 寫真DVD
- 2006年12月2日，SS501 1st concert Step up演唱會DVD發行
- 2007年3月28日，SS501 1st concert Step up in  Osaka演唱會DVD發行
- 2007年4月19日，SS501 The 1st Story of SS501DVD發行
- 2007年7月5日，SS501 Summer Holiday寫真集發行
- 2007年8月29日，SS501 Live in Japan 2007東京演唱會DVD發行
- 2007年11月3日，和SS501一起學韓文DVD發行
- 2008年1月23日，SS501 SPECIAL EVENT TOUR Heart to Heart演唱會DVD發行
- 2008年6月26日，SS501 The 1st Story of SS501 DVD+寫真集發行
- 2008年7月13日，SS501 2008 Japan Tour演唱會DVD發行
- 2008年7月16日，SS501 Music Clip Vol.1 DVD發行
- 2008年9月17日，SS501 2008日本巡迴演唱會DVD發行
- 2009年6月26日，SS501 故事...巨星之路3DVD+100頁寫真發行
- 2009年8月5日，韓版F4 Story Of Four Flowers寫真集發行
- 2009年10月5日，SS501夢遊夏威夷寫真集發行
- 2009年10月16日，SS501感謝有你…2008日本首場演唱會DVD發行
- 2009年11月20日，SS501 MBC Collections DVD+100頁寫真[航空豪華套裝珍藏版]發行
- 2009年11月27日，SS501 Five Men’s Five Year in 2005~2009 MBC DVD Collection＋寫真集正式發行
- 2009年12月11日，金賢重  惡作劇之吻1電視原聲帶(DVD+CD)發行
- 2010年1月22日，SS501 Photobook Photo501 1DVD+500頁寫真發行
- 2010年3月23日，SS501 LIVE at 武道館2DVD發行，SS501 U R Man 萬人歌迷見面會SHOWCASE+珍貴影像特典2DVD發行
- 2010年4月16日，SS501 超級任務<日本實境SHOW>4DVD發行
- 2010年6月15日，SS501 2009獨霸亞洲巡迴演唱會[首爾場]3DVD發行
- 2010年6月15日，金賢重  [再見...尹智厚]歌迷見面會SHOWCASE1DVD發行
- 2010年8月10日，SS501 首張日文音樂錄影帶精選1DVD發行
- 2010年9月17日，SS501 PERSONA 亞洲巡迴演唱會幕後全紀錄2DVD發行
- 2010年12月17日，SS501 2010年PERSONA首爾安可場[最終篇]2DVD發行
- 2010年12月17日，SS501 SPECIAL EVENT TOUR Heart to Heart日本特別巡迴演唱會實錄發行
- 2010年12月18日，朴政珉  Park Jung Min首本寫真+1DVD發行
- 2010年12月21日，金賢重  韓版F4  精裝特典DVD+CD影音豪華旗艦版發行
- 2011年4月28日，SS501 BEGINS!誕生的軌跡發行

## 音樂作品

### 韓國單曲
| 單曲 # | 單曲資料                                                              | 曲目 |
| ------ | --------------------------------------------------------------------- | --- |
| 1st    | 《SS501》 - 發行日期：2005年6月5日 - 語言：韓語                       | 曲目 1. 경고 (警告) 2. Passion 3. Never Again 4. Take U High 5. Everything 6. Everything (Instrumental) |
| 2nd    | 《Snow Prince》 - 發行日期：2005年12月5日 - 語言：韓語                | 曲目 1. 하얀사람 (白色戀人) 2. My Girl 3. Snow Prince 4. In Your Smile 5. Fighter                       |
| 3rd    | 《Deja vu》 - 發行日期：2008年3月13日 - 語言：韓語                    | 曲目 1. 데자뷰 (Deja vu)DÉJÀ VU 2. 널 부르는 노래(呼喚你的歌) 3. Destiny                                |
| 4th    | 《呼喚你的歌 Remix》 - 發行日期：2008年5月7日 - 語言：韓語            | 曲目 1. 널 부르는 노래(呼喚你的歌)(remix) 2. 널 부르는 노래(呼喚你的歌)(Instrumental)                   |
| 5th    | 《넌 나의 천국(你是我的天堂)》 - 發行日期：2008年6月27日 - 語言：韓語 | 曲目 1. 넌나의천국(你是我的天堂) 2. 넌 나의 천국(你是我的天堂)(Instrumental)                            |
| 6th    | 《U R Man Remix Edition》 - 發行日期：2009年1月10日 - 語言：韓語      | 曲目 1. U R MAN (remix)' 2. The One (remix)                                                             |

### 韓國迷你專輯
| 專輯 # | 專輯資料                                                     | 曲目 |
| ------ | ------------------------------------------------------------ | --- |
| 1st    | 《FIND》 - 發行日期：2008年7月28日 - 語言：韓語              | 曲目 1. 너와숨쉬다(與你呼吸) 2. 넌나의천국(你是我的天堂)) 3. Find 4. 고맙다(謝謝你) 5. 넌 나의 천국(inst.) 6. Find(Inst.) 7. 사랑해X5(我愛你X5) 8. 고맙다 (Acoustic Ver.) |
| 1st    | 首張合輯《Collection》 - 發行日期：2009年7月2日 - 語言：韓語 | 曲目 1. 제발 잘해줘(請對我好一點) 2. 이름없는 기억(空白的記憶) 3. Wuss Up 4. 하면은 안돼 (難道不能嗎?) 5. Hey G 6. 비겁하지 않겠어(跟膽怯說ByeBye)                        |
| 2nd    | 《Rebirth》 - 發行日期：2009年10月20日 - 語言：韓語          | 曲目 1. wasteland(荒蕪之地) 2. Love Like This 네게로(向著你) 3. 하루만(只要一天) 4. Obsess(중동...)意亂情迷(中毒...) 5. 완.두.콩.(豌豆公主)                               |
| 3rd    | 《Destination》 - 發行日期：2010年5月31日 - 語言：韓語       | 曲目 1. Let Me Be The One (..那就是我...) 2. Love Ya 3. Crazy 4 U 4. 영원토록（直到永遠） 5. Let Me Be The One (Acoustic Ver.) 6. Love Ya (Inst.)                         |

### 韓國特別專輯
| 專輯 # | 專輯資料                                                                                            | 曲目 |
| ------ | --------------------------------------------------------------------------------------------------- | --- |
| 1st    | 《U R Man》 - 發行日期：2008年11月24日 - 語言：韓語 - 由永生、奎鐘和亨俊所組成的子團Triple S演唱    | 曲目 1. Want it 2. U R Man 3. The One 4. 사랑인거죠（是愛吧.） 5. Never Let You Go 6. I Am                                 |
| 2nd    | 《ETERNAL 5》 - 發行日期：2016年2月16日 - 語言：韓語 - 由永生、奎鐘和亨俊重新組成的Double S 301演唱 | 曲目 1. DIRTY LOVE 2. PAIN 3. 21GRAM 4. SAXOPHONE 5. 因為忙碌，對不起（바빠서 미안해） 6. PAIN（Inst.） 7. 21GRAM（Inst.） |

### 正規專輯
| 專輯 # | 專輯資料                                                          | 曲目 |
| ------ | ----------------------------------------------------------------- | --- |
| 1st    | 《Volume 1 - S.T 01 Now》 - 發行日期：2006年11月10日 - 語言：韓語 | 曲目 1. Existence 2. Four Chance 3. Unlock 4. Stand By Me 5. Sky 6. Man 7. Hana 8. Confession 9. Bye Bye 10. Radio Star 11. 세상의 날개 12. 경고 (Remix Ver.) 13. Unlock (Heavy Edition Feat.김세황) (Hidden Track) |

### 日文單曲
| 單曲 # | 單曲資料                                                         | 曲目 |
| ------ | ---------------------------------------------------------------- | --- |
| 1st    | 《Kokoro》 - 發行日期：2007年8月1日 - 語言：日語                 | 曲目 1. Kokoro 2. Be a Star 3. Alice 4. Kokoro (instrumental) 5. Be a Star (instrumental) 6. Alice (instrumental)                           |
| 2nd    | 《Distance~君とのキョリ》 - 發行日期：2007年9月19日 - 語言：日語 | 曲目 1. Distance ~ 君とのキョリ 2. Gleaming Star 3. Wonderful World 4. Distance~君とのキョリ (Instrumental) 5. Gleaming Star (Instrumental) |
| 3rd    | 《Lucky Days》 - 發行日期：2008年6月18日 - 語言：日語            | 曲目 1. LUCKY DAYS 2. Summer Blue 3. 君を歌う歌 4. LUCKY DAYS (instrumental) 5. Summer Blue (instrumental) 6. 君を歌う歌 (instrumenta)      |

### 日文專輯
| 專輯 # | 專輯資料                                               | 曲目 |
| ------ | ------------------------------------------------------ | --- |
| 1st    | 《SS501》 - 發行日期：2007年10月24日 - 語言：日語      | 曲目 1. LIVE! 2. Distance ~ 君とのキョリ 3. 4Chance (Watch Game) 4. ホンとに好きだった 5. NO EXIT DAYS 6. Again 7. Boundless 8. Butterfly 9. Always And Forever 10. サンセット 11. Kokoro                                        |
| 2nd    | 《All My Love》 - 發行日期：2009年5月13日 - 語言：日語 | 曲目 1. メッセージ 2. Mermaid... 3. I Want You 4. Lucky Days' 5. Get along 6. Promise to Promise 7. Believe in Love 8. Let's Break Away 9. Time of Destiny 10. LOVERS 11. 淺い夢の果て 12. トラベラーグライダー 13. 'All My Love |

### 臺灣專輯
| 專輯 # | 專輯資料                                               | 曲目 |
| ------ | ------------------------------------------------------ | --- |
| 1st    | 《日文正規1輯》 - 發行日期：2010年4月16日 - 語言：日語 | 曲目 1. LIVE! 2. Distance~和妳的距離 3. 4Chance (Watch Game)(日文版) 4. 曾經深愛過 5. 0NO EXIT DAYS 6. Again (日文版) 7. Boundless 8. Butterfly 9. Always and Forever 10. SUNSET 11. Kokoro |

### 電視原聲帶/合輯
| 發行日         | 劇集名稱                                                                       | 曲目數 | 曲目                                                                                    | 備註                                          |
| 2007年4月24日  | 動畫卡通 - 空亞空雅OST                                                         | 1首    | 02.FLY AWAY                                                                             |                                               |
| 2007年2月13日  | 韓國電視劇 - 外科醫師奉達希 OST                                                | 2首    | 02. 어린날의 기억 小時候的記憶 04. 지울수없는 사랑 無法忘記的愛情                       | (02 金亨俊)                                   |
| 2008年6月27日  | 韓國電視劇 - 最強七友 OST                                                      | 1首    | 02. 우리 함께라 면 如果我們在一起                                                       |                                               |
| 2008年10月6日  | 韓國電影 - 那男人的書第198頁 OST                                               | 1首    | 01. 바라보며 (Original Ver.) 凝望著你                                                   |                                               |
| 2009年1月8日   | 韓國電視劇 - 花樣男子 OST 1                                                    | 1首    | 02. 내 머리가 나빠서 因為我太傻                                                         | (許永生&金圭鐘&金亨俊)                        |
| 2009年2月19日  | 韓國電視劇 惡女日記 Returns OST                                                | 1首    | 01 . Lonely Girl                                                                        | (金圭鐘&金亨俊)                               |
| 2009年3月17日  | 韓國電視劇 - 花樣男子 OST Part 2                                               | 1首    | 04. 애인만들기 打造愛人                                                                 |                                               |
| 2009年3月18日  | 韓國電視劇 - 花樣男子 OST 2.5 F4 [Special Edition]                             | 1首    | 01. 행복이란 叫做幸福                                                                   | (金賢重)                                      |
| 2009年4月8日   | 合輯 - Project 單曲 火星男人金星女人                                           | 1首    | 01. 화성 남자 금 성 여자                                                                | (金亨俊 [Feat. 미소])                         |
| 2009年7月14日  | 韓國電視劇 - 朋友我們的傳說 OST                                                | 1首    | 07.눈물을 지워가 拭去淚水                                                               | (許永生)                                      |
| 2009年12月17日 | 韓國電視劇 - 聖誕節會下雪嗎? OST                                               | 1首    | 03. 사랑해요..미안해요.. 我愛你...對不起..                                              | (許永生)                                      |
| 2010年4月12日  | 韓國電視劇 - Super Star OST                                                    | 1首    | 01. 서툰 고백 笨拙的告白                                                                | (金奎鐘)                                      |
| 2010年10月20日 | 韓國電視劇 - 惡作劇之吻 OST                                                    | 1首    | 02. One More Time                                                                       | (金賢重)                                      |
| 2010年11月26日 | 韓國音樂劇 - 咖啡因                                                            | 1首    | LOVE IS                                                                                 | (金亨俊)                                      |
| 2011年5月24日  | 韓國電視劇 - 對我說謊試試看 OST                                                | 1首    | 01. 如果過了今晚                                                                        | (金亨俊)                                      |
| 2011年6月9日   | 日韓音樂劇 - 宮                                                                | 4首    | 04.I want Freedom, Freedom 14.謝謝 16. 從現在開始 18.Perhaps Love                       | (金奎鐘) 與郭善英 與RUN 與RUN、郭善英、崔秀珍 |
| 2011年6月15日  | 日本手機劇 - 八月のラヴソン OST                                                | 1首    | 君色                                                                                    | (朴政珉)                                      |
| 2011年8月17日  | 韓國電視劇 - 公主的男人 OST Part 4                                             | 1首    | 02.그립다 想念                                                                          | (朴政珉)                                      |
| 2011年8月26日  | 韓國電視劇 - 愛情萬萬歲 OST Part 3                                             | 1首    | 01.갈팡질팡 驚慌失措                                                                    | (金亨俊)                                      |
| 2011年8月31日  | 韓國電視劇 - 守護BOSS OST Part 7                                               | 1首    | 01.슬픈 노래는 悲傷之歌                                                                 | (許永生)                                      |
| 2011年12月27日 | 韓國電視劇 - 發酵家族 OST                                                      | 1首    | 입술에 맺힌 말 凝結在嘴邊的話                                                           | (許永生)                                      |
| 2012年2月      | 臺灣電視劇 - 翻糖花園 OST                                                      | 1首    | 壞人                                                                                    | (朴政珉) *至今未發行                          |
| 2012年3月6日   | 韓國電視劇 - 閃亮的她 OST                                                      | 3首    | 02.달콤（甜蜜）, Everyday 04.Girl (Spacecowboy Ver.) 06.잠 못 드는 밤（無法入眠的夜晚） | (金亨俊)                                      |
| 2012年3月13日  | 韓國電視劇 - 需要仙女 OST Part 1                                               | 1首    | 01.Love Song                                                                            | (許永生)                                      |
| 2012年4月2日   | 韓國電視劇 - 結婚的策略 OST Part 1                                             | 1首    | 그대도 나와 같다면（如果妳也和我一樣）                                                  | (金賢重)                                      |
| 2012年5月14日  | 韓國電視劇 - 愛你 OST 正規                                                     | 1首    | 01.Sign                                                                                 | (金亨俊)                                      |
| 2012年5月18日  | 韓國電視劇 - 愛你 OST Repackage                                                | 1首    | 01.사랑한단 말도（連愛你這句話也）                                                      | (金亨俊)                                      |
| 2012年10月29日 | 韓國電視劇 - 兒子傢伙們 OST 韓國音樂節目 - 那女人作詞那男人作曲２ 第三部主題曲 | 1首    | 01.바라본다（看著）                                                                     | (許永生)                                      |

## 演唱會
- SS501 1st concert Step up 演唱會

| 日期               | 演唱會站次 | 舉行地點               |
| 2006年7月22日      | 首爾站     | 奧林匹克公園體操體育場 |
| 2006年8月5日       | 釜山站     | BEXCO                  |
| 2006年8月12日      | 大邱站     | 流通團地電子館特設舞台 |
| 2006年9月16日-17日 | 大阪站     | Grand Cube             |

- SS501正規一輯銷售紀念演唱會

| 日期               | 演唱會站次 | 舉行地點                   |
| 2006年12月27日     | 首爾站     | COEX 大西洋館              |
| 2007年1月13日-14日 | 東京站     | 东京国际フォーラム ホールA |

- SS501日本單曲紀念Showcase

| 日期         | 演唱會站次 | 舉行地點     |
| 2007年8月5日 | 橫濱站     | 橫濱地標大廈 |

- SS501 Special Event Tour "Heart to Heart"

| 日期          | 演唱會站次 | 舉行地點     |
| 2007年9月5日  | 札幌站     | PENNY LANE24 |
| 2007年9月10日 | 名古屋站   | Zepp Nagoya  |
| 2007年9月12日 | 大阪站     | なんばHatch  |
| 2007年9月14日 | 福岡站     | DRUM LOGOS   |
| 2007年9月18日 | 東京站     | Zepp Tokyo   |

- SS501 UFO Town with SS501 Party

| 日期           | 演唱會站次 | 舉行地點            |
| 2007年11月25日 | 首爾站     | 弘大Club Catchlight |

- SS501中國演唱會

| 日期          | 演唱會站次 | 舉行地點   |
| 2008年2月17日 | 上海站     | 上海大舞台 |

- SS501 2008 Japan Tour-Grateful Days Thanks for...

| 日期             | 演唱會站次 | 舉行地點    |
| 2008年7月12-13日 | 東京站     | JCB HALL    |
| 2008年7月16-17日 | 大阪站     | なんばHatch |

- SS501～Christmas Show ！～

| 日期                | 演唱會站次 | 舉行地點                       |
| 2008年12月20日(2場) | 東京站     | ホテルニューオータニ＜鹤の间＞ |
| 2009年12月19日(2場) | 東京站     | 東京 新大谷飯店                |

- Showcase with Triple S

| 日期           | 演唱會站次 | 舉行地點               |
| 2008年11月15日 | 首爾站     | 奧林匹克公園擊劍競技場 |

- SS501迷你演唱會

| 日期          | 演唱會站次 | 舉行地點       |
| 2009年1月25日 | 東京站     | 中野サンプラザ |

- 濟州島1天2夜 Fan meeting

| 日期             | 演唱會站次 | 舉行地點           |
| 2009年5月2 - 3日 | 濟州島站   | 濟洲KAL，西歸浦KAL |

- SS501亞洲巡迴粉絲見面會

| 日期          | 演唱會站次 | 舉行地點         |
| 2009年6月28日 | 台灣站     | 台北國際會議中心 |
| 2009年7月1日  | 香港站     | 香港國際展貿中心 |
| 2009年8月29日 | 北京站     | 朝陽體育館       |

- SS501亞洲巡迴演唱會《the First Persona Aaia Tour》

| 日期                     | 演唱會站次 | 舉行地點         |
| 2009年8月1-2日           | 首爾站     | 首爾奧林匹克公園 |
| 2009年8月13日(2場)       | 武道館站   | 武道館演唱會     |
| 2009年10月17日           | 台北站     | 台北小巨蛋       |
| 2009年11月14日           | 上海站     | 上海虹口足球場   |
| 2009年12月12日           | 香港站     | 亞洲國際博覽館   |
| 2010年2月3日             | 曼谷站     | Impact Arena     |
| 2010年2月27-28日(安可場) | 首爾站     | 首爾奧林匹克公園 |

- SS501其他演唱會

| 日期           | 演唱會名稱                      | 舉行地點           |
| 2006年4月15日  | Mnet Mcountdown In Japan 演唱會 | 武道館             |
| 2006年5月27日  | 2006夢想演唱會                  | 首爾世界杯競技場   |
| 2006年11月19日 | 第8屆中韓歌會                   | 首爾KBS電台        |
| 2007年6月23日  | 韓流， Romantic Festival 2007   | 西武巨蛋           |
| 2007年8月5日   | M!countdown in Japan 2007       | 東京國際展覽館     |
| 2007年11月30日 | 韓日POP FESTIVAL 2007           | 澀谷C.C.Lemon大廳  |
| 2008年月7日    | 2008夢想演唱會                  | 首爾世界杯競技場   |
| 2008年10月4日  | 2008 亞洲音樂節                 | 首爾體育場         |
| 2009年10月6日  | 第11屆中韓歌會                  | 青島奥帆中心大劇場 |
| 2010年4月25日  | 日本Yahoo韓流粉卡演唱會         | 埼玉縣圓形兢技揚   |

## 獎項

### 頒獎典禮獎項
| 年份 | 獎項 |
| ---- | --- |
| 2005 | - 第7屆Mnet KM Music Video Festival－年度最佳新人獎 - SBS歌謠大典－最佳新人獎 - MBC十大歌手歌謠季－最佳新人獎                                                        |
| 2006 | - 第8屆Mnet KM Music Video Festival－最佳男子團體舞蹈獎《Snow Prince》 - SBS歌謠大典－Netizen網民人氣獎                                                              |
| 2007 | - 第9屆Mnet KM Music Video Festival－手機人氣獎《Snow Prince》 |
| 2008 | - 日本金唱片大賞－最佳十大新人獎 - 第18屆首爾歌謠大賞－本賞、韓流獎                                                                                                  |
| 2009 | - 第11屆 Mnet Asian Music Award－OST大賞《因為我太傻》 - Cyworld Digital Music Awards－月度最佳歌曲獎《因為我太傻》 - Yahoo!Buzz Asia Awards－亞洲區最具號召力組合獎 |

### 音樂節目獎項
| 年份   | 日期     | 電視台 | 節目名稱     | 獲獎歌曲       | 排名 |
| 2005年 | 9月15日  | Mnet   | M! Countdown | Never Again    | 1位  |
| 2006年 | 1月5日   | Mnet   | M! Countdown | Snow Prince    | 1位  |
| 2006年 | 1月19日  | Mnet   | M! Countdown | Snow Prince    | 1位  |
| 2007年 | 1月17日  | SBS    | 人氣歌謠     | 4 Chance       | 1位  |
| 2007年 | 1月18日  | Mnet   | M! Countdown | 4 Chance       | 1位  |
| 2007年 | 1月28日  | SBS    | 人氣歌謠     | 4 Chance       | 1位  |
| 2007年 | 2月1日   | Mnet   | M! Countdown | 4 Chance       | 1位  |
| 2007年 | 2月4日   | SBS    | 人氣歌謠     | 4 Chance       | 1位  |
| 2008年 | 4月20日  | SBS    | 人氣歌謠     | Deja vu        | 1位  |
| 2009年 | 1月8日   | Mnet   | M! Countdown | U R Man        | 1位  |
| 2009年 | 1月11日  | SBS    | 人氣歌謠     | U R Man        | 1位  |
| 2009年 | 1月15日  | Mnet   | M! Countdown | U R Man        | 1位  |
| 2009年 | 11月13日 | KBS    | Music Bank   | Love Like This | 1位  |
| 2009年 | 11月20日 | KBS    | Music Bank   | Love Like This | 1位  |
| 2009年 | 11月21日 | SBS    | 人氣歌謠     | Love Like This | 1位  |
| 2010年 | 6月11日  | KBS    | Music Bank   | Love Ya        | 1位  |
| 2010年 | 6月18日  | KBS    | Music Bank   | Love Ya        | 1位  |

### 主要音樂節目榜單排名
| 各台冠軍歌曲獎座統計           | 各台冠軍歌曲獎座統計 | 各台冠軍歌曲獎座統計 | 各台冠軍歌曲獎座統計 | 各台冠軍歌曲獎座統計 | 各台冠軍歌曲獎座統計 |
| Mnet                           | KBS                  | MBC                  | SBS                  | MBC Music            | SBS MTV              |
| ------------------------------ | -------------------- | -------------------- | -------------------- | -------------------- | -------------------- |
| 7                              | 4                    | 7                    | 7                    | 0                    | 0                    |
| 一位總數：25 三台冠軍歌總數：3 |                      |                      |                      |                      |                      |

## 外部連結
- SS501韓國官方網站
- 金賢重個人韓國官方網站（页面存档备份，存于）
- （日語）金賢重個人日本官方網站（页面存档备份，存于）
- 許永生個人韓國官方網站
- （日語）許永生個人日本官方網站
- 金奎鐘個人韓國官方網站（页面存档备份，存于）
- （日語）金奎鐘個人日本官方網站
- 朴政珉個人韓國官方網站（页面存档备份，存于）
- （日語）朴政珉個人日本官方網站
- 金亨俊個人韓國官方網站
- （日語）金亨俊個人日本官方網站（页面存档备份，存于）
- MBC MUSIC CAMP官方Youtube頻道 SS501視頻（页面存档备份，存于）
- SBS 人氣歌謠官方Youtube頻道 SS501視頻（页面存档备份，存于）